# Hôtel de ville de Vevey
L'hôtel de ville de Vevey abrite l’administration municipale de la commune vaudoise de Vevey, en Suisse. Il appartient à un complexe architectural qui se compose de trois parties étroitement liées : la tour Saint-Jean, l’ancien hôpital médiéval devenu maison de ville au milieu du XIVe siècle, enfin l’hôtel de ville proprement dit, construit au début du XVIIIe siècle.

## Histoire
Au Moyen Âge, ce secteur central de l’agglomération veveysane était occupé par des habitations privées et par les boucheries de la ville (d’où le nom de Vieux Mazel - du latin (la) macellum, boucherie) que portait autrefois ce quartier. En 1327, deux particuliers fondent ici une maison des pauvres, établissement charitable destiné à accueillir des malades indigents. L’institution, désormais dite hôpital neuf du « Vieux Mazel », se développe rapidement par l’acquisition de parcelles voisines.
Tour Saint-Jean
L’hôpital dispose, sous le vocable de Saint-Jean-Baptiste, de sa propre chapelle, dont le chœur fait saillie sur la face orientale. Ce chœur médiéval forme aujourd’hui la base de la tour Saint-Jean, dont la haute silhouette abrite une horloge publique. Cette tour a été rebâtie, puis restaurée, à diverses reprises, notamment après un incendie qui détruit ses parties hautes en 1731. Dès lors, la toiture à clocheton abrite deux cloches datées 1732.
Hôpital
Les recteurs de l’hôpital médiéval autorisent dès le milieu du XIVe siècle les autorités communales à se réunir dans leurs locaux. L’édifice devient donc progressivement « maison de ville » même si, jusqu’au XVIIIe siècle, on continue essentiellement à l’appeler « hôpital ». Un bloc de pierre daté 1584 et sculpté aux armes du Saint-Empire, de la Ville de Berne et de Vevey (actuellement dans le vestibule de l’Hôtel de Ville), passe pour être un vestige de cette ancienne maison de ville. En fait, il a été donné par le bailli bernois à l’occasion de la reconstruction d’une tour-porte de ville (assurément celle dite du Sauveur), contrôlant l’enceinte de l’agglomération.
Un très beau siège a été sculpté en 1649 à l’intention du banneret de la ville.
Après la reconstruction de la maison des pauvres à un autre emplacement (rue du Simplon 38) en 1735, la bâtisse de cet ancien hôpital-maison de ville est réédifiée de manière très simple vers 1755, puis modernisée en 1900 et pourvue alors d’encadrements de fenêtres à frontons cintrés. En 1987, le bâtiment est soumis à une transformation radicale : l’on n’en conserve que les façades, tandis que l’intérieur est entièrement renouvelé et adapté aux besoins contemporains de l’administration communale.
Hôtel de ville
En 1688, un dramatique incendie accidentel ravage une grande partie de l’agglomération veveysane. Le premier choc étant passé, les autorités réalisent que, en démolissant les vestiges de quatorze maisons réduites en cendres, il est possible non seulement de créer ici une harmonieuse place publique – avantage dont Vevey ne bénéficiait guère intramuros –, mais aussi et surtout de bâtir un monumental hôtel municipal, représentatif de l’importance économique et politique de Vevey.
Si le plan du nouvel édifice est dessiné par des artisans et patriciens locaux, l’on s’adresse, pour l’élévation, à un réfugié huguenot établi à Genève, Jean Vennes. La façade qu’il propose est d’une genre nouveau pour la région et se réfère au modèle du château de plaisance ou de l’hôtel particulier aristocratique. Le chantier se déroule entre 1702 et 1710. La composition principale, à division tripartite, avec avant corps faiblement saillant et fronton, est le premier exemple d’architecture classique sur la riviera lémanique. L’intérieur est exceptionnellement bien conservé. On remarque tout particulièrement, sur l’escalier, une superbe balustrade en ferronnerie d’art inspirée de modèles conçus par le serrurier huguenot Pierre Gignoux, établi lui aussi à Genève.
L'ensemble du bâtiment est inscrit comme bien culturel suisse d'importance nationale.
La municipalité l'utilise périodiquement comme cadre pour différentes expositions artistiques, principalement d'artistes locaux.